# 陈凌孚
陈凌孚（1946年11月—），汉族，浙江天台人，中华人民共和国政治人物，中国民主促进会会员。曾担任十一届全国政协常务委员、民进中央常委、江苏省委主委。2008年，当选第十一届全国政协常务委员，代表中国民主促进会，分入第九组。